# ジーア/悲劇のスーパーモデル
『ジーア/悲劇のスーパーモデル』（原題: Gia）は、1998年1月31日にアメリカのケーブルテレビネットワークHBOで放送されたテレビ映画。劇場未公開の作品ではあるものの、アンジェリーナ・ジョリーの名前を一躍世間に知らしめたとして、ファンからは根強い人気を誇る。麻薬に溺れた実在のスーパーモデル、ジア・キャランジの人生を描いている。
脚本はジェイ・マキナニーとマイケル・クリストファーが担当し、監督もマイケル・クリストファーが担当した。
日本でも劇場未公開で、JSBでテレビ放映された。完全ノーカット版であるDVDの邦題は『ジア/裸のスーパーモデル』。

## ストーリー
ジア・マリー・キャランジ（アンジェリーナ・ジョリー）はペンシルベニア州フィラデルフィアで生まれ育ち、ファッションモデルになるためにニューヨークへと出た。いくつかのオーディションを受けた後最も有力なモデルエージェント、ウィルヘルミーナ・モデルズのウィルヘルミーナ・クーパーにそのワイルドな魅力を見出された。ジアの強烈な魅力は瞬く間に彼女をスターに押し上げ、特にその魅力はヌードの時に遺憾なく発揮されるものだった。ジアだけしか持たない特有の魅力はカメラマン・アシスタントのリンダ（エリザベス・ミッチェル）にも強く影響し、ジア初めてのヌード撮影の後、ジアとリンダはベッドを共にした。しかしリンダはジアほどバイセクシュアルの要素は濃くなく、程なく2人は共に行動しなくなる。
ジアはモデル稼業を続けるためのエネルギーに飢え、リンダと共に過ごせない寂しさを麻薬で紛らわすようになった。リンダとジアの母親キャサリーンは、ジアの度重なる求めに満足に応じず、寂しさに寂しさを重ねたジアは遂にコカインからヘロインに手を出すようになった。そして、ヘロインを体内に取り込む際に使用した使い回しの注射針によってHIVに感染してしまう。1986年、ジア・マリー・キャランジはHIVに感染したことで発症した複数の病気により、病院で死亡した。

## キャスト
※括弧内は日本語吹替。
- ジア・マリー・キャランジ：アンジェリーナ・ジョリー（本田貴子）
- ウィルヘルミーナ・クーパー：フェイ・ダナウェイ（此島愛子）
- リンダ：エリザベス・ミッチェル（石川悦子）
- キャサリーン・キャランジ：マーセデス・ルール（高島雅羅）
- T.J.：エリック・マイケル・コール（川島得愛）
- ステファニー：カイリー・トラヴィス
- ジア（幼少時）：ミラ・クニス
- ルイス・ジャンバルヴォ
- ジョン・コンシダイン
- スコット・コーエン
- 日本語吹替版その他出演：小林尚臣、大川透、村治学、加藤優子、稲葉実、世古陽丸、磯辺万沙子、伊藤栄次、川村拓央、石住昭彦、込山順子、樫井笙人、深水由美、児玉孝子、相田さやか
- 日本語吹替版制作スタッフ プロデューサー：尾谷アイコ（ワーナー・ホーム・ビデオ）、演出：松岡裕紀、翻訳：藤澤睦実、調整：田中和成、制作：ワーナー・ホーム・ビデオ／ACクリエイト株式会社

## 受賞歴
- プライムタイム・エミー賞 作品賞 (テレビ映画部門) ノミネート
- ゴールデングローブ賞 女優賞 （アンジェリーナ・ジョリー）
- ゴールデングローブ賞 助演女優賞 （フェイ・ダナウェイ）